# ジッター
ジッター (Jitter) とは、電気通信などの分野において、時間軸方向での信号波形の揺らぎの事であり、その揺らぎによって生じる映像（動画）等の乱れのことも指す。「いらいらする」という意味の英語"Jitter"に由来する。
ITU-T勧告G.810ではタイミング信号の位相変動の周波数が10［Hz］以上である短期的位相変動と定義されている。なお、10［Hz］未満をワンダー/ワンダ（Wander）という。

## 概要

### アナログ信号
アナログ信号では厳密に一定周期で繰り返されるべき波形が部分的に早くなったり遅くなったりすることや、受信側で再生した場合にそれによって引き起こされる品質低下の要素を指す。

### デジタル信号
デジタル信号では、基準クロックや信号データの波形の位相の揺らぎによって起き、最悪の場合には受信側でのデータエラーなどの原因となる。デジタル信号でのジッタは、ランダムジッタとデターミニスティックジッタに分類できる。この2つを合わせてトータルジッタと呼ばれる。ジッタは高速デジタル伝送におけるシグナルインテグリティ (Signal integrity, SI) に関わる要素である。
ランダムジッタ
ランダムジッタ (Random jitter、RJ) は正規分布に従う時間軸方向での信号波形の揺らぎであり、データ信号やクロック信号の波形にランダムな時間的揺らぎが含まれることで生じる。高速化したデジタル信号の伝送では、信号波の立ち上がりと立ち下がりの傾きの変化も位相揺らぎの要素となるために、電源電圧やグランド電圧の乱れもランダムジッタの原因となる。
デターミニスティックジッタ
デターミニスティックジッタ（Deterministic jitter、DJ、ディタミニスティクジッタ、確定的ジッタ、決定論的ジッタ、限定ジッタ、Bounded Jitter）はデータやクロックに依存して受信信号の波形タイミングが変化するジッタであり、同一のデータ／クロックでは常の一定のジッタが生じる性質のものである。シンボル間干渉 (Inter-symbol interference, ISI) とも関連する。

## ネットワークにおいて
インターネットではパケットの伝送時間（レイテンシ）が一定しない状況を指し、ストリーミング配信される映像・音声等の乱れ、オンラインゲームにおける挙動の乱れ等の原因となる。また、インターネット関連の中継・伝送装置の安定性を示す性能指標の1つとして「ジッタ特性」がある。